# Ander Iturraspe
Ander Iturraspe Derteano (* 8. března 1989, Abadiño, Španělsko) je bývalý španělský fotbalový záložník a reprezentant baskického původu. Hráčskou kariéru ukončil v roce 2020.

## Klubová kariéra
Téměř celou kariéru strávil ve španělském klubu Athletic Bilbao, za které odehrál 360 utkání a vstřelil 4 branky. Zahrál si také několikrát Evropskou ligu a Ligu mistrů UEFA. Svou poslední sezónu 2019/2020 odehrál za RCD Espanyol, kde 20. července 2020 ukončil kariéru.

## Reprezentační kariéra
Za A-mužstvu Španělska odehrál dva zápasy. Debutoval 30. května 2014 v přátelském utkání v Madridu proti Bolívii (výhra 2:0). Do druhého utkání, taktéž přátelského, nastoupil 4. září 2014 proti Francii (prohra 0:1).